# Inside the Actors Studio
Inside the Actors Studio è uno show del canale televisivo americano via cavo Bravo TV channel, condotto da James Lipton. Prodotto e diretto da Jeff Wurtz; il produttore esecutivo è James Lipton. Il programma, che inizia nel 1994, è distribuito a livello internazionale dalla CABLEready e distribuito in 125 nazioni in tutto il mondo raggiungendo 89 milioni di case. Attualmente è trasmesso dalla "Michael Schimmel Center for the Arts" alla Pace University  di New York.

## Il programma

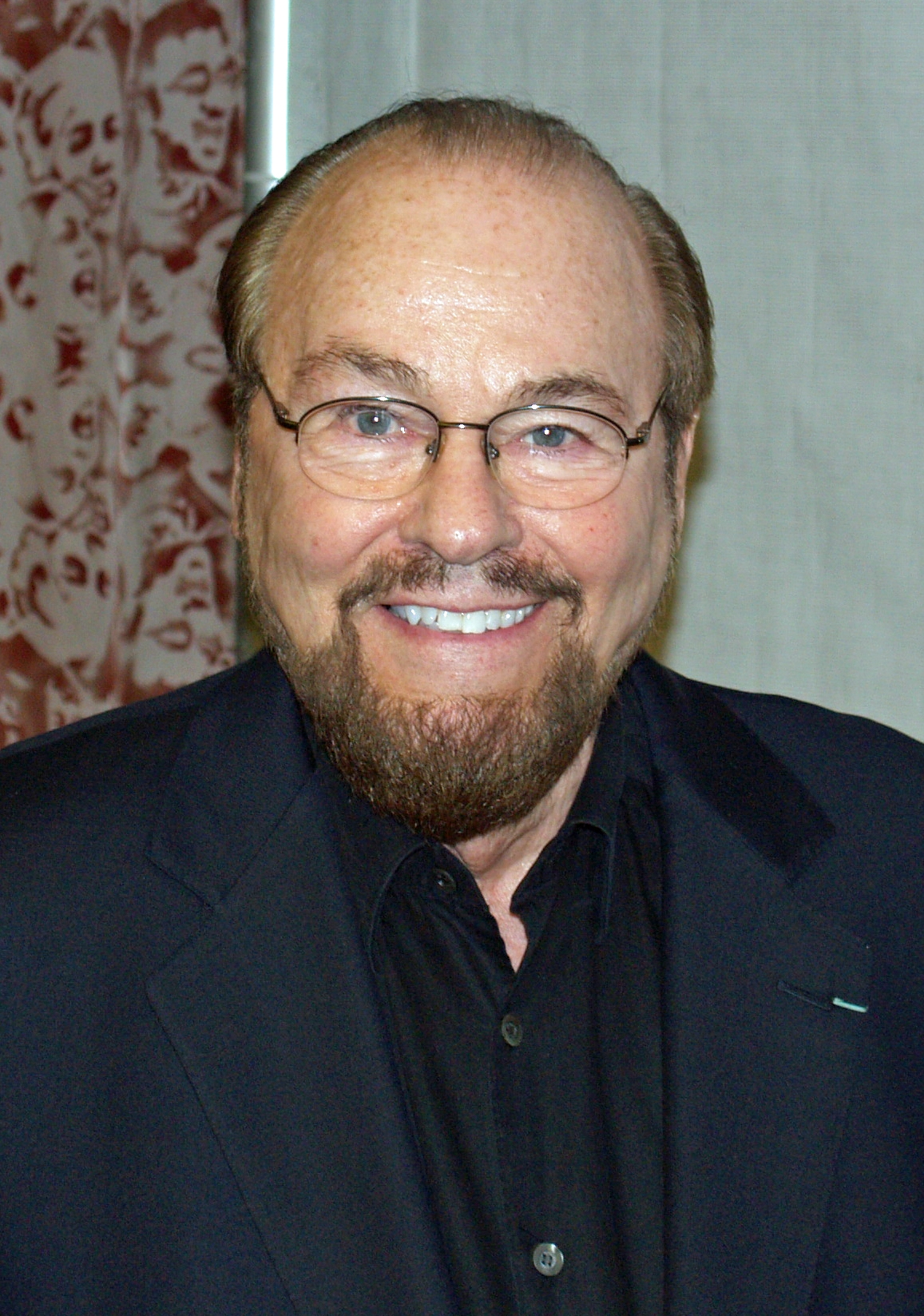
James Lipton

Il programma nasce come seminario televisivo per gli studenti della Actors Studio Drama School, originariamente una collaborazione fra l'Actors Studio e la New School University nel 1994, con Paul Newman, un ex presidente dell'Actors Studio come primo ospite, e presto divenne il programma più seguito della Bravo. La prima registrazione fu presso l'auditorium della Tishman in Greenwich Village, New York City,poi a qualche isolato di distanza dall'Actors Studio nel teatro del distretto di Manhattan, spostandosi poi presso la sede odierna ovvero il Michael Schimmel Center for the Arts presso il campo della Pace University a New York.
Lo show durante le interviste usa deliberatamente un ritmo lento rispetto alle tipiche interviste alle celebrità, così le telecamere registrano alla fine un paio di ore di conversazione, editato successivamente e ridotte ad una, un trucco usato già da Groucho Marx nel suo quiz show del 1950 You Bet Your Life . Il risultato, come scrisse un articolo del News York Times, "Sulla sedia degli ospiti di Mr. Lipton, gli attori cessano per un momento di essere delle star e diventano artisti ed insegnanti".
Talvolta alcune interviste finivano per essere troppo lunghe; la visita di Steven Spielberg nel 1999, per esempio, durò per quattro ore e fu successivamente mandata in onda in due episodi ognuno di un'ora circa. Le interviste sono guidate dalle domande di Lipton divenute un suo marchio di fabbrica, domande legate ai dettagli della vita degli ospiti grazie alle ricerche di Lipton, spesso sorprendenti.
In una occasione Billy Crystal disse a Lipton, "Tu sai di essere spaventoso?"